# Rhyscotus jacksoni
Rhyscotus jacksoni là một loài chân đều trong họ Rhyscotidae. Loài này được Arcangeli miêu tả khoa học năm 1931.